# Leichtathletik-Weltmeisterschaften 2023/Teilnehmer (Tunesien)
| Gelbes Symbol für Goldmedaillen mit stilisierten Olympischen Ringen | Graues Symbol für Silbermedaillen mit stilisierten Olympischen Ringen | Braundes Symbol für Bronzemedaillen mit stilisierten Olympischen Ringen |
| ------------------------------------------------------------------- | --------------------------------------------------------------------- | ----------------------------------------------------------------------- |
| –                                                                   | –                                                                     | –                                                                       |

Der Leichtathletikverband von Tunesien nahm an den Leichtathletik-Weltmeisterschaften 2023 in Budapest teil. Eine Athletin und drei Athleten wurden vom tunesischen Verband nominiert.

## Ergebnisse

### Männer

#### Laufdisziplinen
| Athlet                | Disziplin        | Vorlauf     | Vorlauf | Halbfinale | Halbfinale | Finale  | Finale |
| Athlet                | Disziplin        | Zeit        | Platz   | Zeit       | Platz      | Zeit    | Platz  |
| --------------------- | ---------------- | ----------- | ------- | ---------- | ---------- | ------- | ------ |
| Abdessalem Ayouni     | 800 m            | 1:46,85 min | 31      | DNQ        | DNQ        | –       | –      |
| Ahmed Jaziri          | 3000 m Hindernis | 8:29,81     | 27      |            |            | DNQ     | DNQ    |
| Mohamed Amin Jhinaoui | 3000 m Hindernis | 8:24,20     | 19      |            |            | 8:23,08 | 13     |

### Frauen

#### Laufdisziplinen
| Athletin        | Disziplin        | Vorlauf     | Vorlauf | Halbfinale | Halbfinale | Finale      | Finale |
| Athletin        | Disziplin        | Zeit        | Platz   | Zeit       | Platz      | Zeit        | Platz  |
| --------------- | ---------------- | ----------- | ------- | ---------- | ---------- | ----------- | ------ |
| Marwa Bouzayani | 3000 m Hindernis | 9:23,07 min | 12      |            |            | 9:15,07 min | 10     |